# Jannik Sommer
Jannik Sommer (* 13. September 1991 in Darmstadt) ist ein deutscher Fußballspieler. Der Flügelstürmer steht beim SV Hummetroth unter Vertrag.

## Karriere
Sommer begann mit dem Fußball in der Jugend der TS Ober-Roden. Dort durchlief er sämtliche Jugendmannschaften, bis er 2010 in die zweite Mannschaft des Drittligisten Kickers Offenbach wechselte. Sein Debüt für die Zweite gab er am 4. August 2010, als er am zweiten Spieltag der Hessenliga gegen den RSV Waldgirmes in der 65. Minute, beim Stande von 1:0 für Kickers Offenbach II für Zahit Findik eingewechselt wurde und nach 12 Minuten den Treffer zum 2:0 markierte. Das Spiel gewann die Reservemannschaft von Kickers Offenbach am Ende mit 4:0. In der Folgezeit kam er auch für die Profimannschaft zum Einsatz. Sein Profidebüt gab er am 16. April 2011, als er am 33. Spieltag beim 2:0-Sieg gegen Wacker Burghausen in der 73. Minute für Alexander Huber eingewechselt wurde. Am 14. Mai 2011, dem 38. Spieltag, gelang Sommer auch seine erste Torvorlage im Profifußball, als er bei der 2:3-Niederlage gegen die SG Dynamo Dresden in der Anfangself stand und in der 45. Minute den Treffer von Mirnes Mesic zum 1:2 vorbereitete. In der Zwischenzeit kam er bei der Reserve insgesamt zu 26 Einsätzen, bei denen ihm insgesamt neun Treffer gelangen. Hierbei fiel er auch besonders als Vorlagengeber auf. 2012 gewann er den Hessenpokal durch einen 6:0-Erfolg über den FC Ederbergland. Zur Saison 2013/2014 wechselte Sommer zu Eintracht Frankfurt und kam dort in der zweiten Mannschaft zum Einsatz. Zur Hinrunde der Saison 2014/15 wechselte er zum SVN Zweibrücken in die Regionalliga Südwest. In der Winterpause wechselte er zum Ligakonkurrenten FK Pirmasens und gewann dort den Südwestpokal im Finale gegen den FV Dudenhofen (1:0 n. V.).
Seit der Saison 2015/16 spielt Sommer für den SV Waldhof Mannheim. Mit dem Verein gewann er am Ende der Spielzeit die Meisterschaft, verpasste nach verlorenen Aufstiegsspielen gegen die Sportfreunde Lotte jedoch den Aufstieg in die 3. Liga. In der Spielzeit 2016/17 qualifizierte er sich mit seiner Mannschaft als Tabellenzweiter erneut für die Playoffs und unterlag dort dem SV Meppen. Die Saison 2017/18 beendete Sommer mit Mannheim erneut als Tabellenzweiter, verlor die anschließenden Aufstiegsspiele jedoch gegen den KFC Uerdingen 05. In der folgenden Spielzeit sicherte er sich mit der Mannschaft am 30. Spieltag die vorzeitige Meisterschaft, die den sicheren Aufstieg in die 3. Liga bedeutete. Sein zum Saisonende auslaufender Vertrag wurde jedoch nicht verlängert, Sommer wechselte daher zur Saison 2019/20 zum Regionalligisten FC 08 Homburg, wo er einen Zweijahresvertrag bis 2021 unterzeichnete. Nach Vertragsende schloss er sich dem Ligakonkurrenten FSV Frankfurt an und wechselte im Sommer 2022 weiter zu Wormatia Worms. Zur Saison 2023/24 wechselte er zum SV Hummetroth in die siebtklassige Gruppenliga Darmstadt und stieg dort mit der Mannschaft auf Anhieb in die Verbandsliga Hessen auf, in der Folgesaison gelang der Durchmarsch in die Hessenliga.

## Erfolge
- Hessenpokalsieger: 2012
- Südwestpokalsieger: 2015

## Persönliches
Sommer stammt aus Groß-Zimmern. Er studierte Sport und Deutsch auf Lehramt an der Technischen Universität Darmstadt.